# میگل آنخل فوئنتس
میگل آنخل فوئنتس (انگلیسی: Miguel Ángel Fuentes؛ زادهٔ ۶ اوت ۱۹۶۴) بازیکن فوتبال اهل اسپانیا است.
از باشگاه‌هایی که در آن بازی کرده‌است می‌توان به باشگاه فوتبال رئال سوسیداد اشاره کرد.